# ケニー・バーケンボッシュ
ケニー・バーケンボッシュ（Kenneth Winston "Kenny" Berkenbosch , 1985年3月17日 - ）は、オランダ北ホラント州アムステルダム出身のプロ野球選手（投手）。

## 経歴・人物
2002年、アマチュア・フリーエージェントでフロリダ・マーリンズに入団。2005年まで、傘下のマイナーチームでプレー。
2006年、第1回WBCのオランダ代表に選出された。また、同年から、オランダのプロ野球リーグであるホーフトクラッセのミスターコッカーHCAWでプレー。翌2007年からは、L&Dアムステルダム・パイレーツでプレーしている。
140km/h前後のストレートと沈むボールを低めに集める投球が持ち味。身体能力が高く、野手としての評価も高い。